# Sébastien Pérez
Sébastien Pérez (* 24. November 1973 in Saint-Chamond) ist ein ehemaliger französischer Fußball- und Beachsoccerspieler.

## Karriere
Sébastien Pérez spielte zu Beginn seiner Karriere drei Jahre lang bei AS Saint-Étienne. 1996 wechselte der Außenverteidiger zu SC Bastia. In den zwei Jahren für SC Bastia kam er zu 63 Erstligaspielen und erzielte zehn Tore. 
Blackburn Rovers verpflichtete ihn im Sommer 1998 für eine Ablösesumme in Höhe von 3 Millionen Pfund. In der Hinrunde der Saison 1998/99 kam er nur zu fünf Ligaspielen und wurde für den Rest der Spielzeit an SC Bastia ausgeliehen. Zu seiner Rückkehr nach England kam es nicht. Er wechselte im Sommer 1999 zu Olympique Marseille.  
In den ersten zwei Jahren für Olympique Marseille gehörte Pérez zu den Stammspielern, umso überraschender kam der Wechsel zu Galatasaray Istanbul. Dort spielte der Außenverteidiger auf Leihbasis und wurde am Ende der Saison türkischer Meister. Er kehrte nach Marseille zurück und spielte dort bis zum Ende der Saison 2003/04. Die Hinrunde der Spielzeit 2004/05 war Sébastien Pérez vereinslos, im Januar 2005 ging er zum FC Istres. 

## Beachsoccer
2005 spielte Sébastien Pérez für die französische Beachsoccernationalmannschaft und wurde Beachsoccerweltmeister.

## Erfolge
Galatasaray Istanbul
- Türkischer Meister: 2002

Französische Beachsoccernationalmannschaft
- Weltmeister: 2005